# Логвинський Георгій Володимирович
Гео́ргій Володи́мирович Логви́нський (нар. 3 серпня 1978) — народний депутат України VIII скликання, Віце-Президент Парламентської асамблеї Ради Європи (2017—2018), Віце-Президент Європейської народної партії в Раді Європи (2015—2019), Голова групи з міжпарламентських зв'язків з Державою Ізраїль Верховної Ради України VIII скликання, Заслужений юрист України, адвокат, правозахисник. Має дипломатичний ранг Надзвичайного і Повноважного Посла, з 2023 року перебуває в розшуку.

## Біографія
3 січня 2017 року Георгій Логвинський був обраний Віце-Президентом Парламентської асамблеї Ради Європи (2017—2018). Це найвища займана посада на міжнародній парламентській арені за всю історію України.
В січні 2017 року Георгій Володимирович обраний Головою Підкомітету з проблем злочинності та боротьби із тероризмом ПАРЄ, який для 47 країн Ради Європи відіграє вирішальну роль у питаннях запобігання, припинення та мінімізації наслідків терористичної діяльності. Найвищою оцінкою діяльності Логвинського на цій посаді, є повторне обрання його, 23 січня 2018 року на посаду голови Підкомітету з проблем злочинності та боротьби з тероризмом ПАРЄ.
22 січня 2018 року був обраний представником Комітету з юридичних питань та прав людини Парламентської асамблеї Ради Європи в ГРЕКО (англ. Group of States Against Corruption, GRECO).
З 2015 року був Віце-Президентом Європейської народної партії в Раді Європи, найчисельнішої політичної групи в ПАРЄ. У січні 2018 року Логвинський втретє був обраний віце-президентом Європейської народної партії в Раді Європи.
В січні 2019 року Логвинського Г. В. було обрано Віце-Президентом Комітету з юридичних питань та прав людини Парламентської асамблеї Ради Європи.
У грудні 2017 року був призначений доповідачем Парламентської асамблеї Ради Європи з підготовки доповіді на тему: «Принципи та гарантії адвокатської діяльності». Ця доповідь покликана підняти найактуальніші питання адвокатської діяльності в державах — членах Ради Європи і виробити конкретні рекомендації для посилення гарантій діяльності адвокатів і захисту прав громадян.
У 2014 році Георгія Логвинського обрано народним депутатом України (№ 37 у виборчому списку політичної партії «Народний Фронт») за квотою Меджлісу кримськотатарського народу. У Верховній Раді України він займав посаду Заступника голови Комітету Верховної Ради України з питань прав людини, національних меншин і міжнаціональних відносин, голови підкомітету з міжнародно-правових питань та внутрішньо переміщених осіб (2014—2019).
Георгій Володимирович є адвокатом та правозахисником. Як адвокат та як член Київської обласної колегії адвокатів здійснював представництво інтересів в гучних кримінальних та цивільних справах. Захищав, зокрема, осіб, щодо яких існувало клопотання про екстрадицію в Росію внаслідок політично мотивованого кримінального переслідування.
З 2005 року працював на посаді консультанта народного депутата України Мустафи Джемільова і на посаді радника Конгресу національних громад України та Меджлісу кримськотатарського народу з міжнародно-правових питань. Також співпрацював з Українською Гельсінською спілкою з прав людини, Харківською правозахисною групою, Інститутом релігійних свобод.
Як бізнесмен розпочав діяльність з 1996 року, заснувавши компанію, що займалася консалтингом та співпрацювала, зокрема, з «Дженерал Електрик», «Єврошоп-Швейцарія» та іншими міжнародними компаніями. Пізніше заснував міжнародний консорціум за участю підприємств в Польщі, Сполученому Королівстві і Німеччині із надання консалтингових послуг іноземним інвесторам та українським підприємствам із питань зовнішньоекономічної діяльності, зокрема з питань толінгових переробок. Консорціум працював, в тому числі, з державними програмами Польщі та Німеччини: Warszawska Giełda Towarowa (Варшавська товарна біржа), Agencja Rynku Rolnego (Агентство сільськогосподарського ринку) тощо.
Закінчив Академію МВС України за спеціальністю «юрист». В ад'юнктурі Академії МВС працював над науковим дослідженням за напрямом «Кримінально-правова охорона зовнішньоекономічної діяльності в Україні».

## Парламентська діяльність
У 2014 році обраний народним депутатом України (Верховна Рада України VIII скликання). Займав посаду Заступника голови Комітету Верховної Ради України з питань прав людини, національних меншин і міжнаціональних відносин, голови підкомітету з міжнародно-правових питань та внутрішньо переміщених осіб (2014—2019).
Cпівавтор звернень Верховної Ради України до міжнародних організацій, парламентських асамблей, іноземних урядів, світових лідерів про порушення прав і свобод людини у Автономній Республіці Крим, засудження порушень прав і свобод кримськотатарського народу.
У 2015 році Логвинського обрано Головою Міжфракційного депутатського об'єднання «Адвокація України» Верховної Ради України. Як Голова МФО він зміг об'єднати народних депутатів України, адвокатів, правозахисників та створити майданчик для діалогу щодо захисту прав адвокатів, забезпечення принципу верховенства права, дотримання законодавства щодо недопустимості незаконного втручання в адвокатську діяльність.

## Міжнародна діяльність
В січні 2017 року обраний Головою Підкомітету з проблем злочинності та боротьби із тероризмом ПАРЄ.
З січня 2019 року був віце-президентом комітету з юридичних питань та прав людини Парламентської асамблеї Ради Європи.
Був головою Групи міжпарламентських зв'язків з Ізраїлем з 2014 по 2019 роки.

## Розслідування
У серпні 2023 року Логвинського було оголошено в розшук, НАБУ підозрює його в заволодінні 54 млн грн на користь компанії «Золотий мандарин» протягом 2013—2016 років через можливе введення в оману Європейського суду з прав людини у справі проти України. У червні 2024 року Апеляційна палата Вищого антикорупційного суду ухвалила повернути справу Логвинського на повторний розгляд до суду першої інстанції. У травні 2025 року Апеляційна палата Вищого антикорупційного суду заочно заарештувала Логвинського.

## Правозахисна та адвокатська діяльність
- «Заслужений юрист України» відповідно до Указу Президента України від 2016 року № 533/2016[18].